# Isole della Malaysia
Questa è una lista non esaustiva di isole della Malaysia. Secondo il governo malese, ci sono 878 isole e 510 altri oggetti di rilevanza geografica nelle acque malesi.

## Isole maggiori

### Sopra i 250.000 km²
- Borneo (parte delle Grandi Isole della Sonda e spartito tra Malesia, Indonesia e Brunei)

### Tra i 200 km² e i 250.000 km²
- Pulau Sebatik, Sabah (spartita tra Malesia e Indonesia)
- Pulau Banggi, Sabah
- Pulau Bruit, Sarawak
- Pulau Langkawi, Kedah
- Isola Penang, Penang
- Isole Spratly (contese tra Malesia, Brunei, Cina, Filippine, Taiwan e Vietnam)

## Isole minori (sotto i 200 km²)
- Pulau Aman, Penang
- Pulau Aur, Johor
- Pulau Balambangan, Sabah
- Pulau Berhala, Sabah
- Pulau Besar, Malacca
- Pulau Besar, Mersing, Johor
- Pulau Betong, Penang
- Pulau Bidong, Terengganu
- Pulau Bodgaya, Sabah
- Pulau Boheydulang, Sabah
- Pulau Bum Bum, Sabah
- Pulau Carey, Selangor
- Pulau Dayang, Johor
- Pulau Duyung, Terengganu
- Pulau Gedung, Penang
- Pulau Gaya, Sabah
- Pulau Indah, Selangor
- Pulau Jambongan, Sabah
- Pulau Jarak, Perak
- Pulau Jerejak, Penang
- Pulau Kapalai, Sabah
- Pulau Kapas, Terengganu
- Pulau Kendi, Penang
- Pulau Ketam, Selangor
- Pulau Klang, Selangor
- Pulau Kukup, Johor
- Pulau Kuraman, Labuan
- Pulau Labuan, Sabah
- Pulau Lang Tengah, Terengganu
- Pulau Lankayan, Sabah
- Pulau Layang Layang, Sabah
- Pulau Libaran, Sabah
- Pulau Ligitan, Sabah
- Pulau Lumut, Selangor
- Pulau Mabul, Sabah
- Pulau Malawali, Sabah
- Pulau Mamutik, Sabah
- Pulau Manukan, Sabah
- Pulau Mantanani, Sabah
- Pulau Mataking, Sabah
- Pulau Melaka, Malacca
- Pulau Pangkor, Perak
- Pulau Payar, Kedah
- Pulau Pemanggil, Johor
- Pulau Perak, Kedah
- Pulau Perhentian, Terengganu
- Pulau Rawa, Johor
- Pulau Redang, Terengganu
- Pulau Rimau, Penang
- Pulau Sapi, Sabah
- Pulau Selingan, Sabah
- Pulau Sepanggar, Sabah
- Pulau Sibu, Johor
  - Pulau Sibu Besar
  - Pulau Sibu Tengah
  - Pulau Sibu Kukus
  - Pulau Sibu Hujung
- Pulau Sipadan, Sabah
- Pulau Sulug, Sabah
- Pulau Tabawan, Sabah
- Pulau Tengah, Johor
- Pulau Tenggol, Terengganu
- Pulau Tiga, Sabah
- Pulau Tigabu, Sabah
- Pulau Tikus, Penang
- Pulau Timbun Mata, Sabah
- Pulau Tinggi, Johor
- Pulau Tioman, Pahang
- Pulau Tukun Perak, Kedah
- Pulau Tukun Tengah, Penang
- Pulau Rusa, Kelantan
- Pulau Wan Man, Terengganu

## Parchi nazionali formati da isole
- Parco Nazionale Tunku Abdul Rahman, Sabah
- Parco Nazionale Tun Sakaran, Sabah
- Area di Conservazione delle Isole Sugud, Sabah
- Parco Nazionale Pulau Penyu, Sabah